# Carlo Robiglio
Carlo Robiglio (Torino, 24 giugno 1963) è un imprenditore e editore italiano.

## Biografia
Torinese di nascita e novarese di adozione, si è laureato in Giurisprudenza all'Università Cattolica del Sacro Cuore di Milano. È un imprenditore ed editore di prima generazione. 
È Founder, CEO and Chairman di Ebano S.p.A., società Benefit che opera a livello nazionale in particolare nei settori dell’editoria e della formazione professionale per il mercato B2C e B2B, dove propone soluzioni innovative per l’e-learning e l’e-coaching. Ebano è anche attiva nell’offerta di servizi digitali per il mondo pet care e nello sviluppo di progetti digitali in ambito marketing e comunicazione.
Da novembre 2017 a novembre 2021 è stato presidente della Piccola Industria, attualmente è ancora membro del Consiglio generale di Confindustria. Fa parte della squadra guidata dal presidente incaricato Carlo Bonomi.
Da novembre 2017 è il Rappresentante per il Piemonte Orientale dell'American Chamber of Commerce in Italy.
Da febbraio 2021 è anche Membro dell'Advisory Board di JEUPO Consulting.
In passato è stato nel consiglio di amministrazione de Il Sole 24 Ore , di cui è stato anche presidente .
Dal 2014 al 2017 è stato Presidente del Comitato Regionale di Piccola industria di Confindustria Piemonte, membro del Comitato centrale della Piccola Industria di Confindustria e direttore della rivista di Piccola Industria di Confindustria "L'imprenditore". Dal 2010 al 2013 ha ricoperto la carica di Presidente del Comitato Piccola Industria dell'Associazione Industriali di Novara e di Vicepresidente del Consiglio Direttivo. Dal 2002 al 2005 è stato Presidente regionale dei Giovani Imprenditori di Confindustria Piemonte e Vicepresidente e membro del consiglio di Confindustria Piemonte ed ha fatto parte del Comitato di Presidenza. Dal 2000 al 2002 è stato presidente dei Giovani Imprenditori dell'Associazione Industriali di Novara.

## Cariche
Oggi Carlo Robiglio ricopre queste cariche:
- Fondatore, Presidente e CEO di Ebano S.p.A.
- Membro del CdA di LIUC - Università Carlo Cattaneo
- Membro del CdA di SFC - Sistemi Formativi Confindustria
- Membro del Consiglio Generale di Confindustria
- Membro del Comitato Centrale di Piccola Industria di Confindustria
- Rappresentante AmCham (American Chamber of Commerce) per il Piemonte Orientale

## Onorificenze
- Premio Il Novarese dell'Anno, Comune di Novara, nel 2013 e nel 2019.

## Opere
- Giorgio Ambrosoli. Nel rispetto di quei valori, a cura di Carlo Robiglio, prefazione di Gherardo Colombo, con testi vari, Novara, Interlinea edizioni, 1998. ISBN 9788882121334.
- Uno sguardo oltre l'impresa, a cura di Carlo Robiglio, con la prefazione di Guido Gentili con testi di Alberto Baban, Vincenzo Boccia e  Luigi Paparoni, Novara, Interlinea edizioni, 2017. ISBN 9788868571689.
- Doppia accelerazione. Strategie scelte dal MIT per il nuovo scenario competitivo, a cura di Alberto Mattiello e Carlo Robiglio, Milano, GueriniNxt, 2021. ISBN  9788868963743.